# Библиотека Мюнхенского технического университета
Библиотека Мюнхенского технического университета (также Библиотека Технического университета Мюнхена; нем. Universitätsbibliothek der Technischen Universität München) — публичная научная библиотека, являющаяся частью Мюнхенского технического университета (TUM), расположенного в Баварии; обладает фондом в 1,97 миллионов носителей информации, хранящихся в 9-ти отделениях, и входит в состав Баварской библиотечной сети (BVB). Была основана в 1868 году; специализируется на научной и технической литературе по математике, информатике, физике, химии, инженерным дисциплинам, архитектуре и медицине.

## История
Основу собрания библиотеки Мюнхенского технического университета составили 2500 томов обычной библиотеки технической школы, переданные университету при его основании в 1868 году. В том же году профессор математики TUM стал библиотекарем по совместительству и впервые была создана специальная должность помощника библиотекаря. Коллекция книг стала активно пополняться современными на тот период работами, подаренными государственными учреждениями Баварии, профессорами и выпускниками университетов Германии. Список подарков за 1882 год занимал четыре страницы; к 1902 году библиотечные фонды выросли до 29 000 томов. С 1882 года бюджет на приобретение новых работ был увеличен с 8500 до 12 000 марок в год. Покупка антикварных книг была редкостью и производилась в исключительных случаях.
В результате старые фонды библиотеки сконцентрированы на работах XIX века, в особенности — на последних десятилетиях. Всего 7 работ относятся к XVI века, 21 — к XVII, 142 (в 327 томах) — к XVIII веку; в итоге, 98 % старого фонда относится к XIX столетия. Из работ XIX века только 900 книг и журналов (в 2400 томах; 12 % фонда) относятся к первой половине столетия.

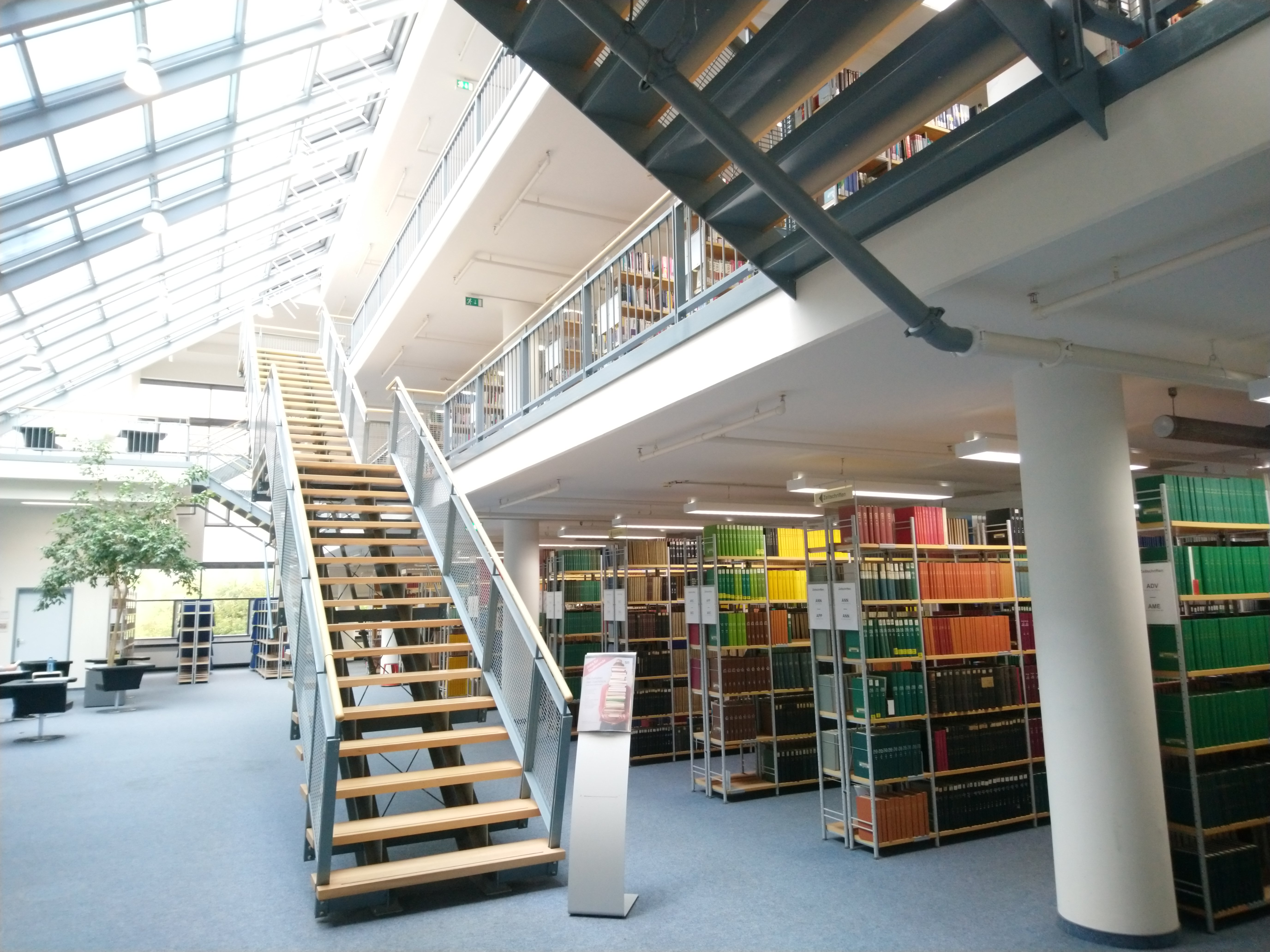
Внутренний вид библиотеки факультетов информатики и математики (2019)

В XXI века университетская библиотека TUM имеет девять филиалов в четырех кампусах университета, расположенных в Мюнхене, Гархинге, Фрайзинге и Штраубинге. В Мюнхене расположены три филиала библиотеки: библиотека медицинского отделения, библиотека отделения спортивной науки и филиал библиотеки в главном кампусе. В исследовательском кампусе в Гархинге находятся библиотека химического отделения, отраслевая библиотека по машиностроению, библиотека отделения математики и информатики, а также — библиотека отделения физики. В Научном центре Вайенштефана и в Научном центре Штраубинга расположены филиальная библиотека Вайенштефана и филиальная библиотека Штраубинга.
В университетской библиотеке TUM собраны более 1,97 миллиона носителей информации, включая 2140 печатных и 37000 электронных журналов, а также — 127 000 электронных книг и 2100 баз данных. Литература «адаптирована» к тематике обучения и исследовательской деятельности: библиотека специализируется на научной и технической литературе по математике, информатике, физике, химии, инженерным дисциплинам, архитектуре и медицине.